# Adriaan Blaauw

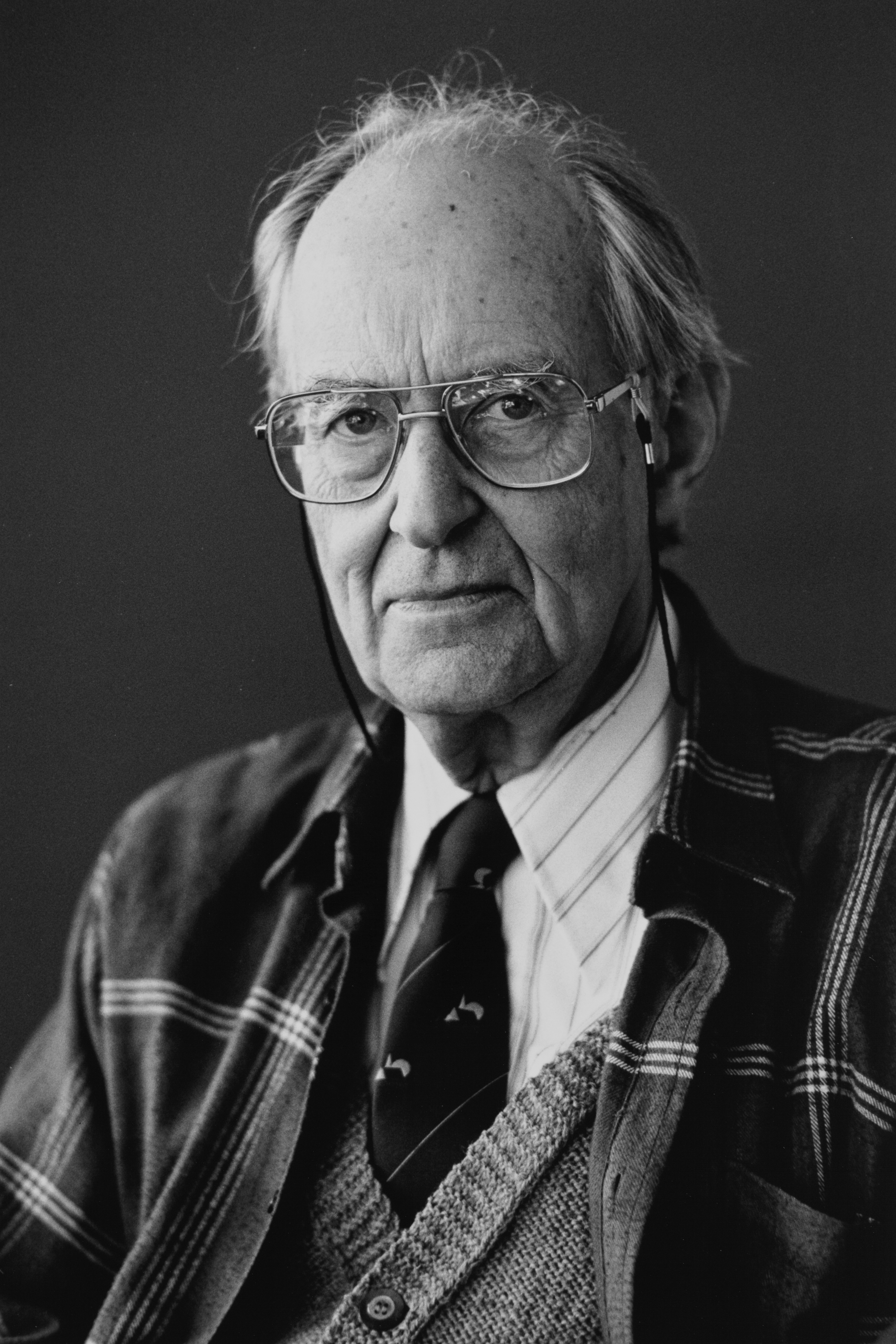

Adriaan Blaauw (ur. 12 kwietnia 1914 w Amsterdamie, zm. 1 grudnia 2010 w Groningen) – holenderski astronom.

## Życiorys
Studiował astronomię na Uniwersytecie w Lejdzie, gdzie współpracował z Janem Oortem and Ejnarem Hertzsprungiem. Stopień doktora uzyskał na Uniwersytecie w Groningen pod kierunkiem Pietera van Rhijna. Po powrocie do Lejdy wziął udział w ekspedycji do Kenii, a następnie wyjechał do Stanów Zjednoczonych, gdzie został zatrudniony w Obserwatorium Yerkes. Pracował w nim w latach 1953-1959, po czym powrócił do Holandii, by objąć stanowisko dyrektora Kapteyn Instituut w Groningen.
Od 1963 był członkiem Królewskiej Holenderskiej Akademii Sztuk i Nauk. Zaangażował się we współpracę międzynarodową, m.in. w utworzenie Europejskiego Obserwatorium Południowego, w którym w latach 1970-1974 był dyrektorem generalnym.
Jego działalność naukowa obejmowała obserwacje powstawania gwiazd, ruchu gromad gwiazd oraz wyznaczania odległości w skali kosmicznej. 

## Wyróżnienia i nagrody
- Prix Jules-Janssen (1978)
- Bruce Medal (1989)

Planetoida (2145) Blaauw została nazwana jego imieniem.